# Exostema pulverulentum
Exostema pulverulentum là một loài thực vật có hoa trong họ Thiến thảo. Loài này được Borhidi mô tả khoa học đầu tiên năm 1992.